# Rodolfo Vega
Rodolfo Alejandro Vega Iguala (ur. 12 czerwca 2003 w mieście Panama) – panamski piłkarz występujący na pozycji defensywnego pomocnika, reprezentant Panamy, od 2019 roku zawodnik Plazy Amador.